# Se acabó lo que se daba
Se acabó lo que se daba es un programa de televisión humorístico español emitido cada 24 de diciembre en Telemadrid presentado por Quequé y Berta Collado. La primera emisión tuvo lugar el 24 de diciembre de 2017, con 130.000 espectadores y un 9,9% de cuota. El 7 de septiembre de 2019 se estrenó en formato semanal cada fin de semana con Berta Collado y varios invitados variables.

## Sinopsis
Se acabó lo que se daba, presentado por Berta Collado y Quequé, hace un repaso 'loco' de los acontecimientos más importantes del año, con la colaboración de los imitadores Federico de Juan y Javier Quero, que con sus interpretaciones hacen que desfilen por el plató los rostros más conocidos del panorama actual en situaciones inverosímiles.
El programa enlaza seis bloques temáticos -Política, Sociedad, Televisión, Corazón, Deporte e Internet- combinando en cada bloque rankings, resúmenes del año, sketches, conexiones desde el plató con los protagonistas, entrevistas pie de calle, etc.

## Equipo

### Presentadores
- Quequé (Nochebuena)
- Berta Collado
- Jota Abril

### Reparto
- Federico de Juan: Parodia a Jordi Cruz, Risto Mejide, Boris Izaguirre, Iker Jiménez, Josep Pedrerol, Pablo Iglesias...
- Javier Quero: Parodia a Bertín Osborne, Antonio García Ferreras, Donald Trump, Tomás Roncero, Miguel Ángel Revilla...
- Alejandra Andreu: Parodia a Soraya Sáenz de Santamaría, Carmen Porter...
- Leticia López Aguilar

## Parodias TV

### Programas
- ¿Te lo vas a comer?
- Al rojo vivo
- Barrio Sésamo
- Chester
- Cuarto Milenio
- El chiringuito de Jugones
- First Dates
- Got Talent España
- Gran Hermano VIP
- La Sexta noche
- Maestros de la costura
- MasterChef
- Mi casa es la tuya
- Pasapalabra
- Tu cara me suena

### Series
- Narcos

## Parodias de famosos
- Alberto Chicote
- Aless Gibaja
- Antonio García Ferreras
- Bertín Osborne
- Boris Izaguirre
- Boris Johnson
- Carles Puigdemont
- Carlos Herrera
- Carmen Porter
- Cholo Simeone
- Cristóbal Montoro
- Dinio García
- Donald Trump
- Eduardo Inda
- Edurne
- Elsa Artadi
- Florentino Pérez
- Iker Jiménez
- Javier Ortega Smith
- Jordi Cruz
- José Luis Ábalos
- José Luis Martínez-Almeida
- José Manuel Villarejo
- José María Aznar
- Josep Pedrerol
- Juan Miguel Martínez
- Kiko Rivera
- Kim Jong-un
- Lionel Messi
- Lorenzo Caprile
- Los Chunguitos (Juan y José)
- Manel Fuentes
- Manuela Carmena
- Mariano Rajoy
- Miguel Ángel Revilla
- Palomo Spain
- Pepe Rodríguez
- Pablo Casado
- Pablo Iglesias
- Pedro Sánchez
- Rappel
- Risto Mejide
- Santi Millán
- Soraya Sáenz de Santamaría
- Sergio Ramos
- Tamara Falcó
- Tomás Roncero

### Parodias de personajes ficticios
- John Rambo
- Joker
- La rana Gustavo

### Parodias de personajes históricos
- Francisco Franco
- Leonardo da Vinci
- Pablo Escobar
- Victor d'Hondt

## Invitados
- Eva Soriano (Programa 1 y 2)
- Juanjo de la Iglesia (Programa 1 y 2)
- María Lama (Programa 3 y 4)

## Episodios y audiencias
| N.º temporada | N.º temporada | Episodios | Estreno                 | Final                  |
|               | 1             | 12        | 7 de septiembre de 2019 | 3 de noviembre de 2019 |
| Total         | Total         |           | 2019                    |                        |

### 1ª temporada (2019)
| 1 | 1  | 7 de septiembre de 2019  |  |  |
| 1 | 2  | 8 de septiembre de 2019  |  |  |
| 1 | 3  | 14 de septiembre de 2019 |  |  |
| 1 | 4  | 15 de septiembre de 2019 |  |  |
| 1 | 5  | 21 de septiembre de 2019 |  |  |
| 1 | 6  | 22 de septiembre de 2019 |  |  |
| 1 | 7  | 28 de septiembre de 2019 |  |  |
| 1 | 8  | 29 de septiembre de 2019 |  |  |
| 1 | 9  | 6 de octubre de 2019     |  |  |
| 1 | 10 | 13 de octubre de 2019    |  |  |
| 1 | 11 | 27 de octubre de 2019    |  |  |
| 1 | 12 | 3 de noviembre de 2019   |  |  |

## Especiales Nochebuena

### Se acabó lo que se daba 2017

#### Reparto
- Federico de Juan: Parodia a Jordi Cruz, Risto Mejide, Boris Izaguirre, Iker Jiménez, Josep Pedrerol y Cristóbal Montoro
- Javier Quero: Parodia a Bertín Osborne, Carles Puigdemont, Antonio García Ferreras, Donald Trump y Tomás Roncero
- Alejandra Andreu: Parodia a Soraya Sáenz de Santamaría y Carmen Porter

### Se acabó lo que se daba 2018

#### Reparto
- Federico de Juan: Parodia a Mariano Rajoy, Pedro Sánchez, Pablo Iglesias, Kim Jong-un, Kiko Rivera y Florentino Pérez.
- Javier Quero: Parodia a Antonio García Ferreras, Bertín Osborne, Donald Trump y Miguel Ángel Revilla
- Leticia López Aguilar

## Audiencias
| Edición                                  | N.º programa/s | Fecha                                          | Cadena     | Espectadores | Cuota |
| ---------------------------------------- | -------------- | ---------------------------------------------- | ---------- | ------------ | ----- |
| Se acabó lo que se daba: Nochebuena 2017 | 1              | 24 de diciembre de 2017                        | Telemadrid | 130.000      | 9,9%  |
| Se acabó lo que se daba: Nochebuena 2018 | 1              | 24 de diciembre de 2018                        | Telemadrid |              |       |
| 1ª temporada (2019)                      | 12             | 7 de septiembre de 2019-3 de noviembre de 2019 | Telemadrid |              |       |